# Посольство Франции в Литве
Посольство Франции в Литве — официальное дипломатическое представительство Французской Республике в Литовской Республике, расположенное в столице государства — Вильнюсе. Находится в Вильнюсе в Старом городе на улице Шварцо, дом 1.

## Дипломатические отношения
Франция признала Литовскую Республику 20 мая 1920 года. После восстановления независимости Литвы, признанной Европейским союзом 29 августа 1991 года, дипломатические отношения между Францией и Литвой были восстановлены на уровне посольств.

## Посол
Посол в ранге Чрезвычайного и полномочного посла — Филипп Жанто (с 2015 года), ранее работавший в посольствах Франции в Афинах, Берне, в постоянном представительстве Франции при Европейском союзе в Брюсселе. Президент Литвы Даля Грибаускайте приняла верительные грамоты Филиппа Жанто 11 мая 2015 года

## Структура посольства
В состав посольства входят
- Дипломатическая канцелярия
- Консульский отдел
- Отдел управления финансами
- Отдел печати
- Военная миссия
- Отдел сотрудничества и культуры
- Экономический отдел